# Masatopes milloti
Masatopes milloti är en skalbaggsart som beskrevs av Stefan von Breuning och Jean François Villiers 1959. Masatopes milloti ingår i släktet Masatopes och familjen långhorningar.
Artens utbredningsområde är Madagaskar. Inga underarter finns listade i Catalogue of Life.